# Oxyhaloa minima
Oxyhaloa minima är en kackerlacksart som beskrevs av Robert Walter Campbell Shelford 1909. Oxyhaloa minima ingår i släktet Oxyhaloa och familjen jättekackerlackor. Inga underarter finns listade i Catalogue of Life.